# Krhov (Vysočina)
Krhov é uma comuna checa localizada na região de Vysočina, distrito de Třebíč.